# Challenger of Boca Raton 2009
Il Challenger of Boca Raton 2009 è stato un torneo di tennis facente parte della categoria ITF Women's Circuit nell'ambito dell'ITF Women's Circuit 2009. Il montepremi del torneo era di $25.000 ed esso si è svolto nella settimana tra il 12 gennaio e il 18 gennaio 2009 su campi in terra rossa. Il torneo si è giocato nella città di Boca Raton negli Stati Uniti.

## Vincitori

### Singolare
Gabriela Paz ha sconfitto in finale  Sharon Fichman con il punteggio di 6–4, 7–6(4)

### Doppio
Alina Židkova /  Dar'ja Kustova hanno sconfitto in finale  Kimberly Couts /  Sharon Fichman con il punteggio di 6–4, 6–2